# Sveti Jošt nad Kranjem
Sveti Jošt nad Kranjem este o localitate din comuna Kranj, Slovenia, cu o populație de 5 locuitori.